# Вумера (копьеметалка)

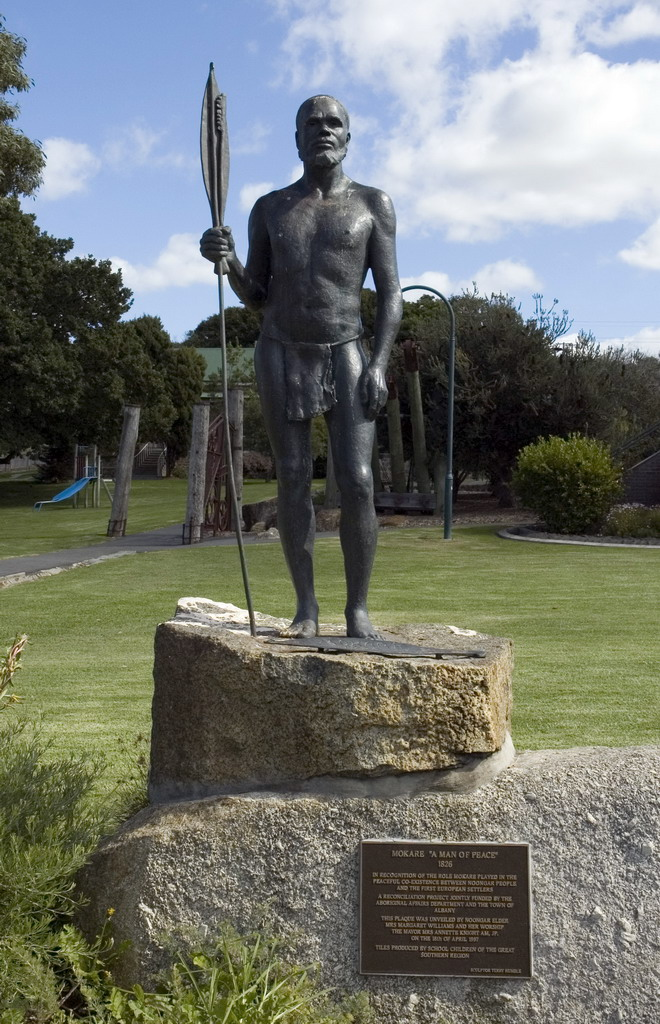
Памятник аборигену Мокаре. В руке он держит вумеру и копье

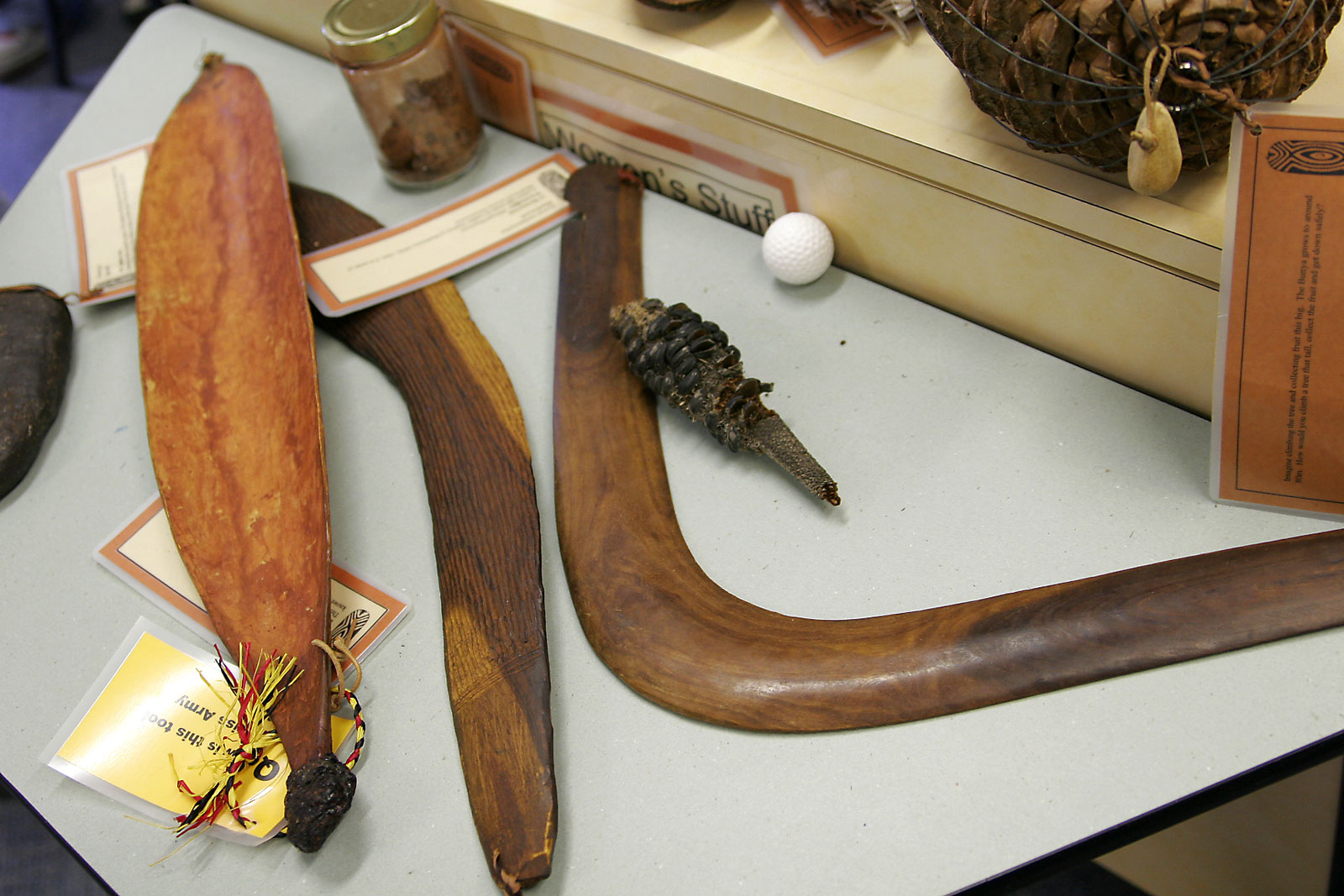
Утварь аборигенов. Слева вумера

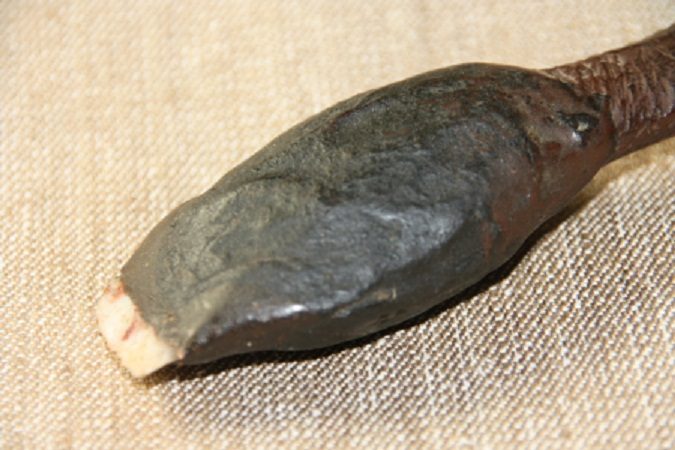
Острый камень прикреплённый к рукоятке вумеры

Вумера или воммера, или ваммера, или амера, или пуртанджи — приспособление для метания копья австралийских аборигенов.

## Описание
Вумера является одним из вариантов копьеметалки. Она представляет собой палку или дощечку с упором на одном конце и рукояткой на другом, которую аборигены Австралии используют для метания копий. Имеет форму вытянутого ланцетовидного листа, обычно изогнутого так, что образуется сосуд, в котором аборигены хранят жидкость во время путешествия или охоты. Кроме того, в её рукоятку закреплено каменное тесло, служащее для самых разных работ. Для чего используют пчелиный воск, волокна растений спинифекс или сухожилия кенгуру. Длина вумеры около 60—75 см, а ширина составляет 10 см.
Вумера работает как простой рычаг. Она позволяет метать не только короткие дротики, но и копья свыше 3 метров длиной, которые способны поразить цель на расстоянии до 180 метров. Используется как для войны, так и для охоты на крупного зверя. Вумера, в частности, является решающим нововведением в области охоты на крупную дичь, поскольку копье, брошенное с помощью вумеры, имеет в четыре раза больше кинетической энергии, чем современный[когда?]

 композитный лук.

## Название
Название «вумера» было придумано племенем эора, которое первоначально проживало в районе современного Сиднея.